# Phytelephas
Phytelephas é um género botânico pertencente à família Arecaceae.

## Espécies
- Phytelephas aequatorialis Spruce
- Phytelephas macrocarpa Ruiz et Pav.
- Phytelephas schottii H.Wendl.
- Phytelephas seemannii O.F.Cook
- Phytelephas tenuicaulis (Barfod) A.Hend.
- Phytelephas tumacana Cook & Wash